# Anomaloglossus tepuyensis
Anomaloglossus tepuyensis (La Marca, 1997) è un anfibio anuro, appartenente alla famiglia degli Aromobatidi.

## Etimologia
L'epiteto specifico, composto da tepuy e dal suffisso latino -ensis (che vive in, che abita), si riferisce al luogo della sua scoperta, l'Auyantepui.

## Distribuzione e habitat
Si trova sull'Auyantepui e sul monte Roraima, in Venezuela e nella regione del monte Ayanganna, in Guyana.